# Pterostylis saxicola
Pterostylis saxicola är en orkidéart som beskrevs av David Lloyd Jones och Mark Alwin Clements. Pterostylis saxicola ingår i släktet Pterostylis och familjen orkidéer.
Artens utbredningsområde är New South Wales. Inga underarter finns listade i Catalogue of Life.